# Джеймс Лодердейл

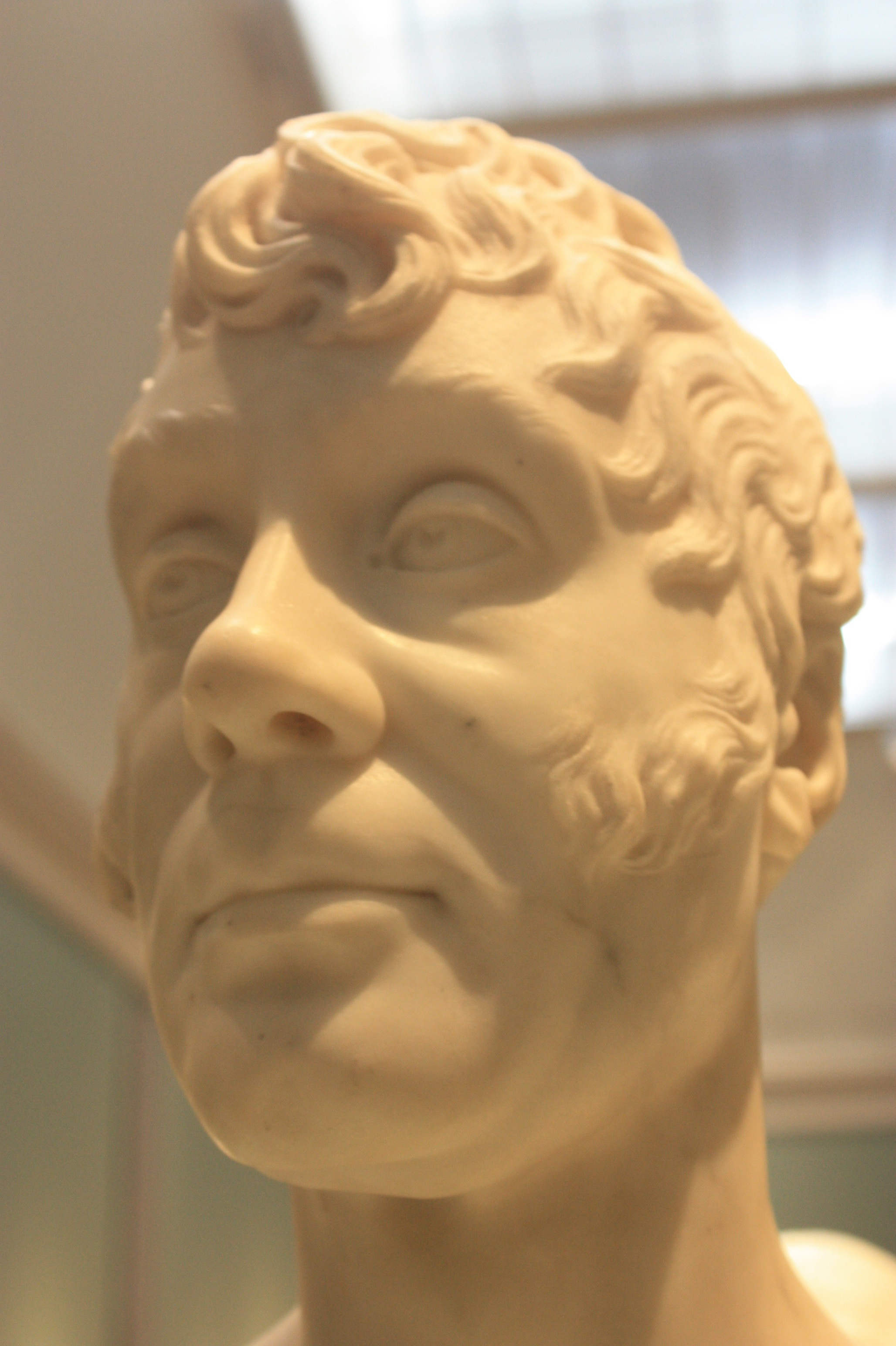
Бюст Джеймса Мейтленда. Скульптор Джозеф Ноллекенс

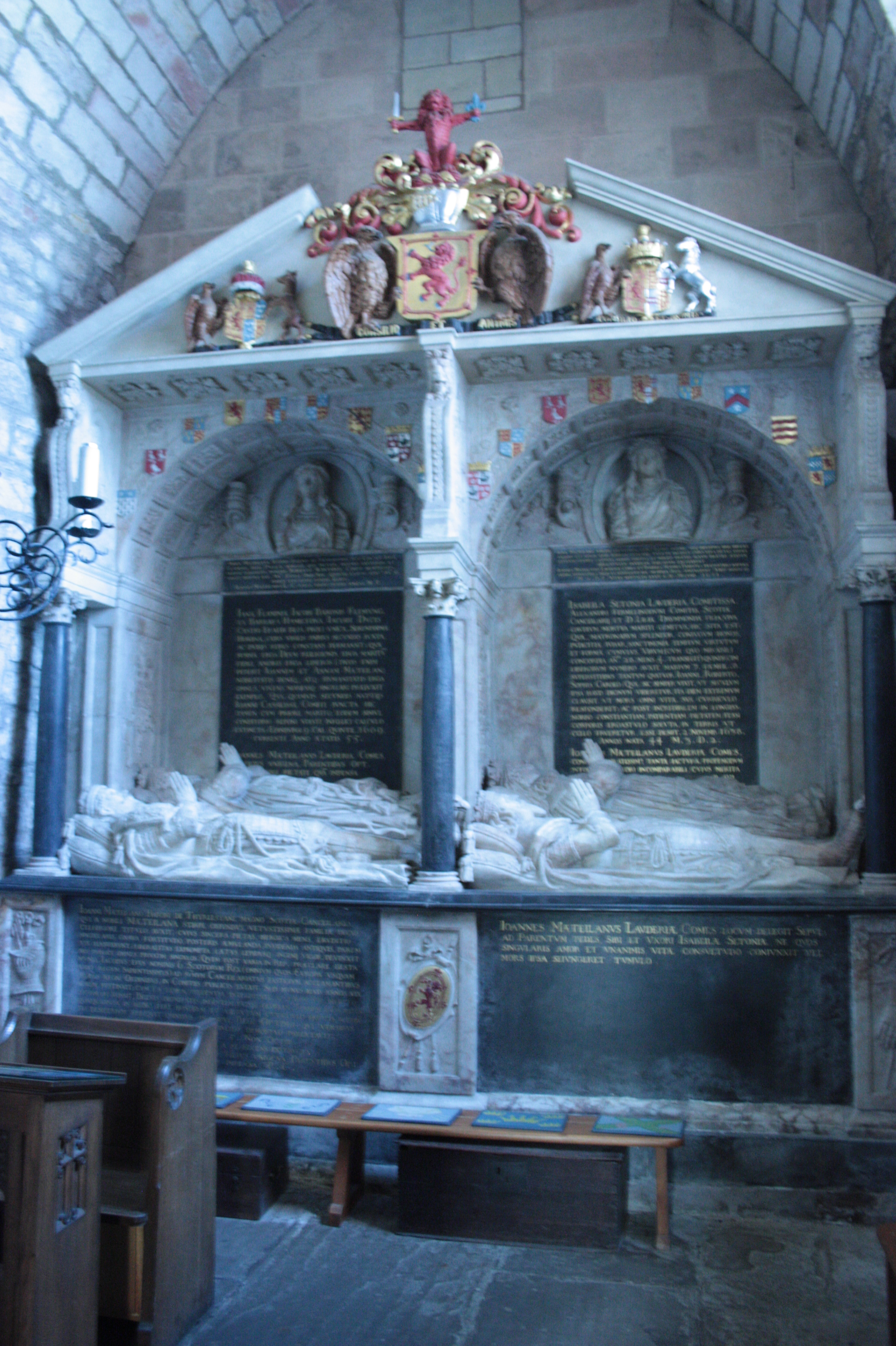
Усипальниця Мейтленд, Колегіальна церква Діви Марії, Хаддінгтон

Джеймс Мейтленд, 8-й граф Лодердейл KT PC (26 січня 1759, Хаттон Хаус, Середній Лотіан, Шотландія — 10 вересня 1839, Замок Тірлестан, Скоттіш-Бордерс, Шотландія) — шотландський політик, економіст. Був Хранителем Великої Печатки Шотландії, представником Шотландії в Палаті громад та Палаті лордів Великої Британії. На думку британського історика економічної науки Марка Блауга входить до списку «ста великих економістів до Кейнса».

## Ранні роки
Народився в особняку Хаттон Хаус в області Середній Лотіан, старший син і спадкоємець Джеймса Мейтленда, 7-го графа Лодердейла, титул якого, він успадкував у 1789 році. Спочатку його наставником був вчений Ендрю Далцелл, потім Джеймс Мейтленд відвідував університети Единбургу та Глазго. Завершив освіту в Парижі. Він став контроверсійним шотландським політиком та письменником.

## Парламентська кар'єра
Після повернення додому у 1780 році, він був прийнятий до складу юридичного факультету та успішно балотувався в парламент у тому ж році. З 1780 по 1784 рік він був членом парламенту, що представляє Ньюпорт, а з 1784 по 1789 рік — Мальмсбері. У Палаті Громад він підтримував видатного віга Чарльза Фокса, брав активну участь у дебатах та був одним з керівників імпічменту Воррена Гастінгса.
З 1789 року в Палаті лордів, де був представником перів Шотландії, він був відомим опонентом політики Вільяма Пітта-молодшого та англійського уряду щодо Франції. Він був частим доповідачем у парламенті. Після початку Французької революції, якій він симпатизував, Джеймс Мейтленд демонстративно з'явився в будинку парламенту в грубому костюмі якобінців.
У липні 1792 року він бився в безкровній дуелі з Бенедиктом Арнольдом після того, як поставив під сумнів честь Арнольда в Палаті лордів.

## Французька революція
У 1792 році, в компанії Джона Мура, лорд Лодердейл знову вирушив до Франції. Напад на Тюїльрі і тюремне ув'язнення французького короля Людовика XVI сталися через три дні після прибуття графа до французької столиці. Після погромів 2 вересня, британський посол покинув Париж, граф покинув Париж 4-го числа через Кале. Однак він повернувся в Париж наступного місяця і не виїжджав до Лондона до 5 грудня. Після повернення з Франції він опублікував «Щоденник під час перебування у Франції з початку серпня до середини грудня 1792 року».
Граф Лодердейл допоміг заснувати британське «Товариство друзів народу» у 1792 році.

## Нове перство
Після утворення уряду Вільяма Гренвіля у лютому 1806 року Лодердейл став пером Сполученого Королівства як Барон Лодердейл зі Тірлестану та склав присягу члена Таємної ради. Недовго з липня 1806 року він був Хранителем Великої Печатки Шотландії.

## Наполеонівський договір
2 серпня 1806 року граф, який прекрасно володів французькою мовою, вирушив до Франції, наділений усіма повноваженнями для укладення миру. Переговори щодо миру вже протягом декількох тижнів вів граф Ярмут. Прибувши 5 серпня, він і Ярмут приступили до важких переговорів з Наполеоном і Талейраном. Ярмут був відкликаний 14 серпня і Лодердейл залишився один. Після поновлення військових дій 9 жовтня, він поїхав з Парижа до Лондона. Повний звіт про хід та припинення переговорів з'явився в «The London Gazette» від 21 жовтня 1806 року.
Після того, як Лодердейл став лідером вігів Шотландії, він став торі і проголосував проти законопроєкту Виборчої реформи 1832 року (англ. Reform Act 1832). Лорд Лодердейл став лицарем Ордену Будяка у 1821 році.

## Суперечка Прапороносців
У 1672 році після смерті графа Данді, герцог Лодердейл був призначений Спадковим Прапороносцем Королівського Штандарту Шотландії, і це право залишалося його спадкоємцям до 1910 року.
У 1790 році Джеймс Мейтленд, 8-й граф Лодердейл, отримав право на Спадкового Прапороносця Суверена Штандарту Шотландії і Спадкового Прапороносця Суверена Національного прапора Шотландії.
У 1852 році, після зустрічі з графами Лодердейл і Данді, лорд Ліон порадив королеві підтвердити право графа Лодердейла нести Прапор Шотландії як Прапороносця Національного прапору Шотландії, та підтвердити право графа Данді нести Королівський Штандарт як Прапороносця Королівського Штандарту Шотландії.

## Твори
Мейтленд написав «Дослідження природи та походження суспільного багатства» 1804 року (друге видання 1819 року), в якому він представив концепцію, яка стала відома як «парадокс Лодердейла»: існує зворотна кореляція між суспільним та приватним багатством; збільшення одного може відбуватися тільки за рахунок зменшення іншого. Цей твір, який був перекладений французькою та італійською мовами, породив суперечку між автором та лордом Генрі Брумом; «Доведено знецінення паперової валюти Великої Британії» (1812 р.); та інші твори аналогічного характеру. «Дослідження» було першою роботою, яка привернула увагу до економічних наслідків профіциту або дефіциту бюджету та їх впливу на розширення або скорочення економіки, і, таким чином, було основою пізніших кейнсіанських економічних теорій, які зараз широко застосовуються.

## Сім'я
15 серпня 1782 року він одружився з Елеанор Тодд (1762—1856), єдиною дочкою та спадкоємицею Ентоні Тодда, секретаря Головпоштамту. У них було десять дітей (7 синів та 3 дочки). Жоден з його семи синів не був одружений.

## Смерть
Він помер у замку Тірлестан, Скоттіш-Бордерс, Шотландія в 80 років. Похований в сімейному склепі Мейтлендів у Колегіальній церкві Діви Марії в Гаддінгтоні.